# Maurizio
Maurizio ist ein männlicher Vorname, die italienische Form von Moritz. Der Name kommt auch als Familienname vor.

## Namensträger

### Vorname
- Maurizio Aloise (* 1969), italienischer Geistlicher und römisch-katholischer Erzbischof
- Maurizio de Angelis (* 1947), italienischer Musiker (Oliver Onions)
- Maurizio Arrivabene (* 1957), italienischer Manager und Motorsportfunktionär
- Maurizio Bach (* 1953), deutscher Soziologe
- Maurizio Bianchi (* 1955), italienischer Musiker
- Maurizio Bettini (* 1947), italienischer Altphilologe
- Maurizio Canavari (* 1964), italienischer Agrarökonom
- Maurizio Cattelan (* 1960), italienischer Künstler
- Maurizio Chiodi (* 1955), italienischer römisch-katholischer Theologe
- Maurizio Colombo (* 1963), ehemaliger italienischer Radrennfahrer
- Maurizio Conti (1834–1906), Schweizer Architekt
- Maurizio Conti (1857–1942), Schweizer Architekt
- Maurizio Corgnati (1917–1992), italienischer Regisseur und Autor
- Maurizio Costanzo (1938–2023), italienischer Journalist, Fernsehmoderator und Autor
- Maurizio Damilano (* 1957), italienischer Leichtathlet
- Maurizio Domizzi (* 1980), italienischer Fußballspieler
- Maurizio Flick (1909–1979), italienischer Jesuit und Theologe
- Maurizio Fondriest (* 1965), italienischer Radrennfahrer
- Maurizio Ganz (* 1968), italienischer Fußballspieler
- Maurizio Garzoni (≈ 1730–1790), italienischer Dominikaner und Missionar
- Maurizio Gaudino (* 1966), deutscher Fußballspieler
- Maurizio de Giovanni (* 1958), italienischer Schriftsteller
- Maurizio Granieri (* 1987), deutsch-italienischer Kickboxer
- Maurizio Gribaudi (* 1951), italienischer Historiker und Hochschullehrer
- Maurizio Gucci (1948–1995), italienischer Unternehmer und Leiter des Modehauses Gucci
- Maurizio Jacobacci (* 1963), italienischer Fußballspieler und -trainer
- Maurício Lima (* 1968), brasilianischer Volleyballspieler
- Maurizio Losi (* 1962), italienischer Leichtgewichts-Ruderer
- Maurizio Maggiani (* 1951), italienischer Schriftsteller
- Maurizio Magno (* 2003), deutscher Kinderdarsteller
- Maurizio Mandorino (* 1980), Schweizer Tanzlehrer und Rock-’n’-Roll-Tänzer
- Maurizio Marchetto (* 1956), italienischer Eisschnellläufer
- Maurizio Margaglio (* 1974), italienischer Eiskunstläufer, der im Eistanz startete
- Maurizio Mariani (* 1982), italienischer Fußballschiedsrichter
- Maurizio Merli (1940–1989), italienischer Schauspieler
- Maurizio Micheli (* 1947), italienischer Schauspieler
- Maurizio Milan (* 1952), italienischer Ingenieur
- Maurizio Nannucci (* 1939), italienischer Künstler
- Maurizio Nichetti (* 1948), italienischer Schauspieler, Filmregisseur und Drehbuchautor
- Maurizio Nobili (* 1961) – italienischer Musical- und Jazzsänger, Pianist, Komponist und Dirigent
- Maurizio Oioli (* 1981), italienischer Skeletonfahrer
- Maurizio Pedetti (1719–1799), italienischer Architekt des Spätbarocks in Deutschland
- Maurizio Piovani (* 1957), italienischer Radrennfahrer
- Maurizio Pollini (1942–2024), italienischer Pianist und Dirigent
- Maurizio Ponzi (* 1939), italienischer Filmkritiker und Regisseur
- Maurizio Pratesi (* 1975), finnischer Basketballspieler
- Maurizio Randazzo (* 1964), italienischer Degenfechter
- Maurizio Rasio (* 1963), italienischer Filmschaffender
- Maurizio Sandro Sala (* 1958), brasilianischer Automobilrennfahrer
- Maurizio Sarri (* 1959), italienischer Fußballtrainer
- Moritz von Savoyen (ital.: Maurizio di Savoia; 1593–1657), Kardinal der römisch-katholischen Kirche
- Maurizio Serra (* 1955), italienischer Diplomat, Historiker und Schriftsteller
- Maurizio Stecca (* 1963), italienischer Boxer
- Maurizio Tagliaferri (* 1959), katholischer Priester und italienischer Kirchenhistoriker
- Maurizio Vandelli (* 1964), italienischer Radrennfahrer
- Maurizio Vitale (1922–2021), italienischer Italianist und Sprachhistoriker

### Familienname
- Adam Maurizio (1862–1941), Schweizer Botaniker, Lebensmittelforscher und Kulturhistoriker
- Anna Maurizio (1900–1993), Schweizer Bienenforscherin
- Giovanni Andrea Maurizio (1815–1885), Schweizer Theologe, Laien-Philologe und Schriftsteller
- Julius Maurizio (1894–1968), Schweizer Architekt

### Pseudonym
- Projekt von Moritz von Oswald (* 1962), deutscher Musiker, Musikproduzent und Musiklabelinhaber